# Papproth
Papproth, niedersorbisch Paprotna, ist ein Gemeindeteil von Jehserig, einem Ortsteil der Stadt Drebkau im Landkreis Spree-Neiße in Brandenburg. Das Dorf zählt zum amtlichen Siedlungsgebiet der Sorben/Wenden.

## Lage
Papproth liegt in der Niederlausitz. Die Stadt Drebkau liegt etwa zwei Kilometer nordwestlich und die Stadt Cottbus etwa zehn Kilometer nördlich des Dorfes. Umliegende Ortschaften sind Jehserig im Norden, Rehnsdorf im Nordosten sowie Steinitz im Westen. Südlich grenzt der Braunkohletagebau Welzow-Süd an den Ort, die ehemaligen Nachbarorte Straußdorf im Osten, Radeweise im Südosten, Wolkenberg im Süden und Gribona im Südwesten wurden durch den Tagebau abgebaggert, das ehemals nordwestlich gelegene Göhrigk wurde nach einem Tagesbruch geräumt und abgerissen.

## Geschichte
Papproth wurde erstmals im Jahr 1527 als „Paperit“ urkundlich erwähnt. Der aus dem Sorbischen stammende Ortsname beschreibt eine Ortslage, an der Farne wachsen.
Bis in das 19. Jahrhundert war Papproth ein größtenteils sorbischsprachiges Dorf. Für seine Statistik über die sorbische Bevölkerung in der Lausitz ermittelte Arnošt Muka in den 1880er-Jahren eine Einwohnerzahl von insgesamt 53, davon waren 51 Einwohner Sorben und nur zwei Einwohner Deutsche, was einem sorbischsprachigen Anteil von 96 % entsprach. Aus verschiedenen Gründen ging der Gebrauch der sorbischen Sprache in den folgenden Jahren stark zurück.
Nach dem Wiener Kongress kam die gesamte Niederlausitz an das Königreich Preußen. Bei der Kreisneubildung 1816 kam Papproth in den Landkreis Calau. Zum 1. Januar 1939 verlor Papproth seine Eigenständigkeit als Gemeinde und wurde nach Jehserig eingemeindet. Am 25. Juli 1952 wurde der Ort dem neu gebildeten Kreis Spremberg im Bezirk Cottbus zugeordnet. Nach der Wende lag Papproth zunächst im Landkreis Cottbus und wurde nach der Kreisreform im Dezember 1993 dem Landkreis Spree-Neiße zugeordnet. Am 31. Dezember 2001 wurde Jehserig zusammen mit seinen Gemeindeteilen sowie den bis dahin ebenfalls eigenständigen Gemeinden Casel, Domsdorf, Greifenhain, Laubst, Leuthen, Schorbus und Siewisch in die Stadt Drebkau eingegliedert.

## Bevölkerungsentwicklung
| 1875 | 51 | 1925 | 100 |
| 1890 | 72 | 1933 | 94  |
| 1910 | 81 |      |     |

## Persönlichkeiten
- Maximilian von Witzleben (1803–1861), Amtmann, geboren in Papproth